# Liste des maires de Fréjus
La liste des maires de Fréjus présente la liste des maires de la commune française de Fréjus, située dans le département du Var en région Provence-Alpes-Côte d’Azur.

## L'Hôtel de ville

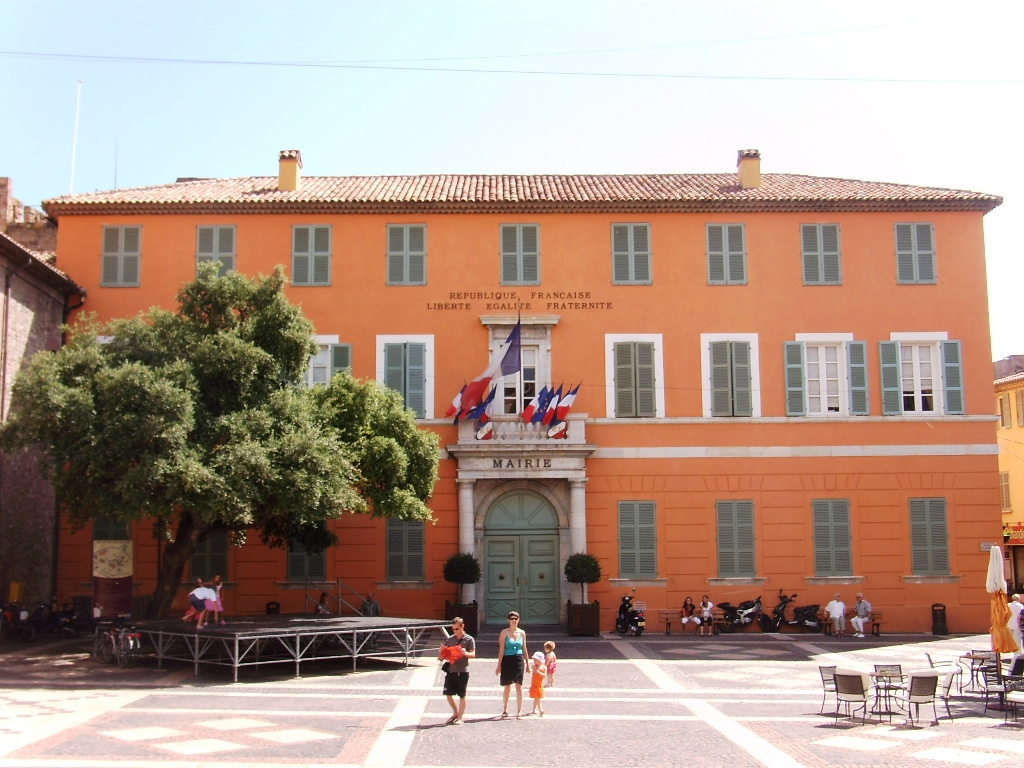
L'hôtel de ville de Fréjus.

## Liste des maires

### De 1789 à 1944
| Période                                  | Période                    | Identité                          | Étiquette | Qualité                                                                                                 |
| ---------------------------------------- | -------------------------- | --------------------------------- | --------- | --- |
| 1789                                     | 1790                       | François Peroncely                |           | Notaire                                                                                                 |
| 1790                                     | 1791                       | Léonce Sieyès                     |           | |
| 1791                                     | 1791                       | Joseph Vian                       |           | |
| 1791                                     | 1792                       | François Peroncely                |           | Notaire                                                                                                 |
| 1792                                     | 1793                       | Jean-Joseph Gaston                |           | |
| 1793                                     | 1795                       | François Maurine (1725-1795)      |           | Avocat en la cour, receveur des décimes de l'évêché de Fréjus                                           |
| 1795                                     | 1796                       | Antoine Honoré Jean Cavalier      |           | |
| 1796                                     | 1798                       | Joseph-Barthélémy Sieyès          |           | |
| 1798                                     | 1800                       | Étienne-Alban Vian                |           | |
| 1800                                     | 1800                       | Marc Raymond-Lacepede             |           | |
| 1800                                     | 1800                       | Étienne Grisolle                  |           | |
| 1800                                     | 1800                       | Louis Caze                        |           | |
| 1800                                     | 1803                       | Louis Gaston                      |           | Notaire                                                                                                 |
| 1803                                     | 1807                       | Louis Deleuze                     |           | Propriétaire                                                                                            |
| 1807                                     | 1815                       | Jean-Joseph Colle                 |           | Avocat                                                                                                  |
| 1815                                     | 1815                       | Jean Raymond de Lacépède          |           | Lieutenant de vaisseau                                                                                  |
| 1815                                     | 1816                       | Jean-Joseph Colle                 |           | Avocat                                                                                                  |
| 1816                                     | 1826                       | Paul Vernet                       |           | Médecin de la Marine nationale                                                                          |
| Les données manquantes sont à compléter. |                            |                                   |           | |
| 1831                                     | 1832                       | Jacques Portanier                 |           | Capitaine                                                                                               |
| 1832                                     | 1836                       | Honoré-Félix Giraudy              |           | Médecin                                                                                                 |
| 1836                                     | 1845                       | Alexandre de Badier (1778-1864)   |           | Employé supérieur des contributions indirectes, propriétaire Conseiller général de Fréjus (1833 → 1861) |
| 1845                                     | 1848                       | Eugène Pascal                     |           | Médecin                                                                                                 |
| 1848                                     | 1848                       | Antoine Bermond-Sieyes            |           | Propriétaire                                                                                            |
| 1848                                     | 1852                       | Honoré Jourdan                    |           | Préfet retraité Commandeur de la Légion d'honneur                                                       |
| 1852                                     | 1855                       | Alexandre de Badier (1778-1864)   |           | Employé supérieur des contributions indirectes, propriétaire Conseiller général de Fréjus(1833 → 1861)  |
| 1855                                     | 1861                       | Alphonse Blacas de Carros         |           | Marquis de Carros                                                                                       |
| 1861                                     | 1864                       | Eugène Pascal                     |           | Médecin                                                                                                 |
| 1864                                     | 1870                       | Jean-Louis Bérenguier (1801-1875) |           | Négociant, président de la chambre de commerce Ancien conseiller d’arrondissement (1839 → 1848)         |
| 1870                                     | 1871                       | Joseph-Élisée Sénéquier           |           | Propriétaire                                                                                            |
| 1871                                     | 1874                       | Jean-Louis Bérenguier (1801-1875) |           | Négociant, président de la chambre de commerce                                                          |
| 1874                                     | 1884                       | Séverin Étienne Decuers           |           | Propriétaire                                                                                            |
| 1884                                     | mai 1888                   | Joseph Aubenas                    |           | Procureur général retraité                                                                              |
| mai 1888                                 | juin 1899 (décès)          | Séverin Étienne Decuers           |           | Propriétaire                                                                                            |
| juillet 1899                             | mai 1900                   | Louis Faroul                      |           | Capitaine de gendarmerie retraité, ancien premier adjoint                                               |
| mai 1900                                 | mai 1904                   | Henri Mireur                      |           | Médecin                                                                                                 |
| mai 1904                                 | 1906                       | Joseph Roquemaure                 |           | Médecin                                                                                                 |
| 1906                                     | 1906                       | Félix Pastouret                   |           | |
| 1906                                     | 1910                       | Félix Arluc                       |           | Négociant                                                                                               |
| 1910                                     | 1910                       | Esprit Julien                     |           | |
| 1910                                     | 1911                       | Paul Goujon                       |           | Propriétaire                                                                                            |
| 1911                                     | mai 1925                   | Marius Coullet                    | Rad.      | Cafetier Conseiller général de Fréjus (1910 → 1922) Conseiller d'arrondissement (1907 → 1910)           |
| mai 1925                                 | juillet 1925 (décès)       | Joseph Salvarelli (1856-1925)     | SFIO      | Chef de division retraité                                                                               |
| août 1925                                | décembre 1940 (révocation) | Hippolyte Fabre (1875-1957)       | SFIO      | Agent d'assurances, ancien premier adjoint Conseiller d’arrondissement (1929 → 1937)                    |
| 1941                                     | 1941                       | Alphonse Donnadieu, (1877-1959)   |           | Docteur en médecine, archéologue                                                                        |
| 1941                                     | 1944                       | Louis-Eugène Joly (1899-1970)     |           | Industriel puis directeur de travaux publics Nommé conseiller départemental en 1943                     |

### Depuis la Libération
| Période           | Période                      | Identité                    | Étiquette       | Qualité |
| ----------------- | ---------------------------- | --------------------------- | --------------- | --- |
| août 1944         | 10 novembre 1945 (démission) | Hippolyte Fabre (1875-1957) | SFIO            | Agent d'assurances, ancien résistant Président du Comité local de Libération |
| 10 novembre 1945  | mars 1959                    | Henri Giraud (1900-1985)    | SFIO            | Agent d'assurances, ancien résistant Premier adjoint au maire (1945) Conseiller général de Fréjus (1949 → 1961) |
| mars 1959         | mars 1971                    | André Léotard               | RI puis DVD     | Conseiller référendaire à la Cour des comptes, docteur en droit Conseiller général de Fréjus (1961 → 1967) Chevalier de la Légion d'honneur |
| mars 1971         | 25 mars 1977                 | Léon Héritier               | CD puis CDS     | Colonel retraité Officier de la Légion d'honneur |
| 25 mars 1977      | 8 septembre 1997 (démission) | François Léotard            | UDF-PR          | Administrateur civil Ministre de la Culture (1986 → 1988), ministre de la Défense (1993 → 1995) Député du Var (1978 → 1986, 1988 → 1992, 1993 et 1995 → 2001) Conseiller régional de Provence-Alpes-Côte d'Azur (1998 → 2004) Conseiller général de Fréjus (1979 → 1988) |
| 15 septembre 1997 | 5 avril 2014                 | Élie Brun                   | DL puis UMP-PRV | Conseiller juridique et fiscal, avocat au barreau de Draguignan Premier adjoint au maire chargé des finances (1995 → 1997) Sénateur du Var (2008 → 2010) Conseiller régional de Provence-Alpes-Côte d'Azur (1992 → 1998 et 2010) Vice-président du conseil régional (1992 → 1998) Conseiller général de Fréjus (1998 → 2008 et 2011 → 2014) Vice-président du conseil général (1998 → 2008) Président de la CA de Fréjus Saint-Raphaël (2002 → 2012) 1er vice-président de la CA Var Estérel Méditerranée (2013 → 2014) |
| 5 avril 2014,     | En cours (au 26 mai 2020)    | David Rachline              | FN puis RN      | Sénateur du Var (2014 → 2017) Conseiller régional de Provence-Alpes-Côte d'Azur (2010 → 2014 et 2021 → ) Réélu pour le mandat 2020-2026 |

## Conseil municipal actuel
Les 45 sièges composant le conseil municipal de Fréjus ont été pourvus le 15 mars 2020 lors du premier tour de scrutin. Actuellement, il est réparti comme suit :